# منطقه حفاظت‌شده تخت سلطان
منطقهٔ حفاظت‌شدهٔ تخت سلطان یک منطقهٔ حفاظت‌شده با مساحت ۲۰۰۹۵ هکتار است که در استان خراسان رضوی در ایران قرار دارد. این منطقهٔ حفاظت‌شده طبق مصوبهٔ شمارهٔ ۷۱۱ در تاریخ ۱۳۸۹/۷/۱۱ در فهرست مناطق تحت حفاظت سازمان محیط زیست ایران قرار گرفت.